# Sanatruces II của Parthia

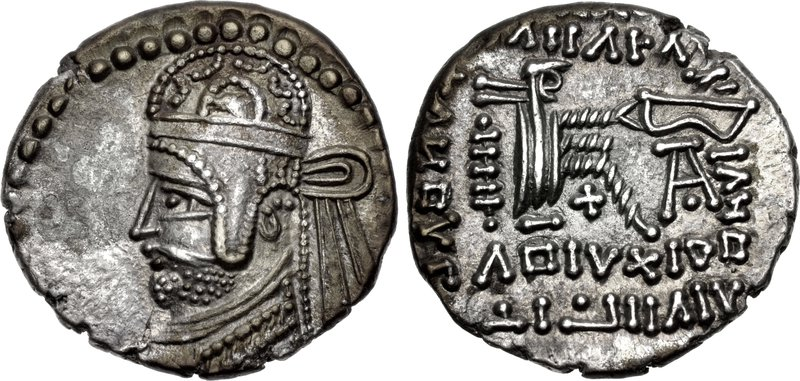
Tiền xu của Sanatruces II

Sanatruces II của Parthia, con trai của vua Mithridates IV, là một người tranh giành ngai vàng của đế quốc Parthia dưới triều đại của người chú của ông là Osroes I.
Khi Osroes bị lật đổ bởi cuộc xâm lược của hoàng đế Trajan vào năm 116 và bị thay thế bởi vị vua bù nhìn Parthamaspates, Sanatruces và cha của ông, Mithridates, em trai của Osroes, đã cùng nhau tự xưng là vua và tiếp tục cuộc chiến chống lại người La Mã ở Mesopotamia. Trajan sau đó tiến quân về phía Nam tới vịnh Ba Tư, ông ta đánh bại họ và tuyên bố Mesopotamia là một tỉnh của đế quốc La Mã. Sau khi người La Mã rút lui, Osroes đã đánh đuổi Parthamaspates và giành lại ngai vàng Parthia.
Mithridates IV cuối cùng đã kế vị Osroes vào khoảng năm 129 và cai trị tới khoảng năm 140, khi ông ta qua đời trong một cuộc tấn công vào vùng đất Commagene của La Mã. Sanatruces, vốn được tấn phong là người kế vị của vua cha, cũng đã tử trận trong một trận chiến với người La Mã trước đó.
Đối thủ truyền kiếp của cha ông là Vologases III đã tiếp quản vương quốc của Mithridates, nhưng một người con khác của Mithridates, Vologases IV, cuối cùng đã trở thành vua sau khi Vologases III qua đời vào năm 147.